# Theatrhythm Final Fantasy
Theatrhythm Final Fantasy (jap. シアトリズム ファイナルファンタジー Shiatorizumu Fainaru Fantajī) – gra rytmiczna autorstwa Square Enix oraz indieszero wydana w 2012 roku na platformy Nintendo 3DS oraz iOS. Opierając się na serii Final Fantasy gra wykorzystuje muzykę pochodzącą z gier głównych tej serii. Sequel o tytule Theatrhythm Final Fantasy: Curtain Call został wydany w roku 2014.
Tytuł oddaje graczowi kontrolę nad drużyną czterech postaci pochodzących z serii Final Fantasy. Po ukończeniu każdego poziomu gra przyznaje postaciom punkty doświadczenia. Poziom trudności można dostosować do własnych potrzeb. Grając można odblokować do późniejszego odtworzenia muzykę i przerywniki filmowe z gier.
Poziomy są pogrupowane według gier, z których pochodzi utwór wykorzystany w tymże poziomie, co daje 13 grup poziomów z gier od Final Fantasy I do Final Fantasy XIII. W każdej z tych grup są trzy poziomy, po jednym z każdego typu: 
- bitwa (ang. battle) – na górnym ekranie widać cztery postacie, w kierunku których od lewej do prawej poruszają się nuty w trzech rodzajach wskazujących akcję, którą należy w odpowiednim momencie wykonać na dolnym ekranie - naciśnięcie ekranu, przesunięcie rysika po ekranie w określonym kierunku lub przytrzymanie rysika na ekranie. Dobrze wykonana akcja skutkuje zadaniem obrażeń przeciwnikowi.
- eksploracja (ang. field, overworld) – na górnym ekranie widać postać poruszającą się w lewo ekranu. Nad nią pokazane są akcje do wykonania identyczne jak w przypadku bitwy, z tą różnicą, że podczas akcji przytrzymania należy poruszać rysikiem w górę i w dół na podobieństwo kształtu linii na górnym ekranie. Pomyłka powoduje wywrócenie się postaci, a brak pomyłek bieg postaci.
- wydarzenie (ang. event) – tryb podobny do eksploracji z tym, że na górnym ekranie jako tło dla nut wyświetlany jest przerywnik filmowy z gry, a nuty znikają i pojawiają się bezpośrednio na ekranie, a nie, jak w przypadku poprzednim, zmieniają się poprzez przesuwanie się ekranu.

Dodatkowe piosenki w formie DLC można pobrać z Nintendo eShop.